# خلیفه العماری
خلیفه العماری (انگلیسی: Khalifah Al-Ammari؛ زادهٔ ۳۱ ژانویهٔ ۱۹۹۰) یک ورزشکار است.